# Бърлингтън (Масачузетс)
Вижте пояснителната страница за други значения на Бърлингтън.
Бърлингтън (на английски: Burlington) е град в САЩ, окръг Мидълсекс на щата Масачузетс. Население 24 498 жители (2010 г.).

## География
Градът е сателит (предградие) на Бостън и се намира на 25 км от него. Разположен е на вододела на реките Ипсуич, Мистик и Шоушийн.

## История
Бърлингън е зеселен през 1641 г. Официално е утвърден като град на 28 февруари 1799 г.

## Личности родени в Бърлингтън
- Родерик Маккинън (р. 1956), биофизик, нобелов лауреат за 2003 г.
- Ейми Пьолер (р. 1971), комедийна и киноактриса
- Дейвид Лъвринг (р. 1961), рокбарабанист